# 小提琴协奏曲 (西贝柳斯)
d小调小提琴协奏曲，作品47号，由让·西贝柳斯于1904年创作，1905年修订。这是他唯一的一部小提琴协奏曲。本作品交响性很强，并且独奏小提琴和管弦乐团的所有声部有平等的地位。一段加长的华彩乐段担任第一乐章发展部的角色。

## 背景
西贝柳斯原本准备将这部协奏曲题献给著名小提琴家威廉·伯梅斯特，并且他答应在柏林演奏这部作品。但是出于财务原因，西贝柳斯决定在赫尔辛基首演，而伯梅斯特无法前往芬兰，西贝柳斯因此聘请了当时在赫尔辛基音乐学院（现为西贝柳斯音乐学院）任教的捷克裔的匈牙利籍小提琴教育家维克托·诺瓦切克（1873–1914）。
协奏曲的初版于1904年2月8日首演，并且由西贝柳斯指挥。西贝柳斯几乎没有在首演前及时完成作品过，因此诺瓦切克的准备时间十分短暂并且宝贵，而这部作品本身演奏起来也十分困难，即使是技艺更为高超的演奏家也可能会受到极大的考验。由于这些种种因素，西贝柳斯选择诺瓦切克是不明智的，他是一名教师而不是公认的独奏家，而首演是一场灾难也就不足为奇了。但是，诺瓦切克并没有当时被描绘的那么不堪。他是马丁·韦格柳斯（Martin Wegelius）在赫尔辛基学院雇用的第一位小提琴家，并于1910年参加了西贝柳斯弦乐四重奏《亲密之声》的首演，演奏受到好评。
西贝柳斯之后禁止发布该版本，并进行了大量修订。他删除了很多他认为行不通、不奏效的元素。新版本于1905年10月19日首演，由理查德·施特劳斯指挥柏林宫廷乐团演出。西贝柳斯没有出席。威廉·伯梅斯特再次被要求担任独奏者，但他再次缺席，因此演出只能在没有他的情况下继续进行，乐团首席卡雷尔·哈利日起身担任独奏家。伯梅斯特十分生气，他从此拒绝演奏这首协奏曲，而西贝柳斯则将其重新题献给了当时只有12岁的匈牙利“神童”费伦茨·冯·韦切伊。韦切伊是这部作品的拥护者，首次演出时只有13岁，尽管他不能充分应付作品的非凡技术要求。
最初的版本对独奏者的进阶技艺要求高出许多。直到1991年，西贝柳斯的继承人才允许了BIS唱片公司灌录最初版本的现场表演和录音，两者均由列奧尼達斯·卡瓦科斯演奏，奥斯莫·万斯凯指挥。修改后的版本仍然需要独奏者的高水平演奏技巧。原始版本比修订版本更长，包括修订版本中删除的一些主题。某些部分例如最开始、第三乐章的大部分和第二乐章的一些部分根本没有改变。同时第一乐章中的小提琴华彩乐段没有任何变动。
现在已经允许少数乐团和独奏者在公共场所表演最初版本。马克西姆·文格洛夫与尼古拉斯·卡特指挥的昆士兰交响乐团于2015年11月28日举行了最初版本的南半球首演，而这仅是全球第三次公开演出。

## 分析
这是西贝柳斯的唯一一部小提琴协奏曲，尽管他也为独奏乐器和管弦樂團创作了其他一些小篇幅的作品，包括为小提琴和乐团而作的六首幽默曲。
这部作品的一个值得注意的特征是，独奏者的延长华彩乐段在第一乐章的奏鸣曲式中担当了发展部的角色。唐纳德·托维将末乐章描述为“北極熊的波蘭舞曲”。但是，他并不是想进行贬低，他继续说道：“相比门德尔松和舒曼使用的更轻松、更宽松的协奏曲形式，我认为西贝柳斯小提琴协奏曲更新颖，更精巧，更令人振奋”。
小提琴部分的作曲大都是纯技巧性的，但即使是最华丽的段落也与旋律交替出现。该协奏曲大体上交响性强，完全不同于许多其他协奏曲通常较轻，“有节奏”的伴奏。独奏小提琴和管弦乐队的所有声部在作品中享有平等的地位。

### 配器
- 独奏小提琴

| - 木管 - 長笛：2 - 雙簧管：2 - 單簧管：2 - 低音管：2 | - 銅管 - 圆号：4 - 小号：2 - 长号：3 | - 定音鼓 | - 弦樂器 |

依照工具書《管弦樂作品手冊》指示，上述之配器可簡記為"2 2 2 2—4 2 3 0—tmp—str"。

### 結構
和多数协奏曲一样，这部作品被分为三个乐章：
1. 有节制的快板（贯穿许多速度变化），d小调，节拍主要为 
，部分为 
 或 
 拍號
2. 很慢的柔板，B♭大调，节拍为
3. 不太快的快板，D大调，节拍为

#### 第一樂章
第一乐章的开场是弦乐轻柔的搏动。然后独奏者以D小调G-A-D的典型IV-V-I乐句进入。小提琴呈现主题，并与单簧管的短暂呼应，然后进入展开部。
低音木管和定音鼓伴随着独奏进行了几个乐句。几乎像华彩一样的琶音、双音和更多的跑动伴随着木管乐器对主题的重述。然后，独奏演奏了一个简短的准华彩，其特点是快速的上升音阶和快速的“低-中-高-中”模式，并带有快速的跨弦和跳弓。独奏小提琴以分解八度急速上升之后，弦乐组第一次加入，开始了第二主题。第二主题由巴松和单簧管继续演奏，然后独奏再次进入。小提琴对主旋律进行了轻柔的阐述，然后用一个快速的琶音，上升到同样的用温暖而热情的六度音演奏的第二主题，然后增加了深情的八度音阶。独奏者在缓慢的降D琶音中轻柔地攀升，进入第二主题，并有低八度的装饰音；接着是一根弦上的颤音，第二主题在另一根弦上再次演奏。再一次的乐团合奏引出小提琴的华彩，然后进入再现部。第二主题由小提琴演奏，比之前高半音。独奏者的一个长长的颤音突然过渡到快速而火热的尾声，伴随着半音阶下降的八度，快速而广泛的和声转换和抛弓。一串向上的双音和最后的D收尾了第一乐章。

#### 第二樂章
第二乐章是非常抒情的。单簧管和双簧管的简短引子引出了一个如歌的独奏部分，伴有弦乐组的拨弦。铜管乐器的不和谐伴奏主导了这个如歌的乐章的第一部分。
中间部分由小提琴独奏演奏升高的分解八度，长笛作为伴奏的主音，同时演奏下降的音。乐章结束时，弦乐在独奏小提琴的基础上重述主旋律。

#### 第三樂章
最后一个乐章以四小节有节奏的打击乐开场，低音弦乐演奏“八分音符-十六分音符-十六分音符”的音符。小提琴在G弦上大胆地进入了第一主题。这第一节是小提琴技术的一次完整而精彩的展示，包括上弓双音跳音和快速的跨弦运行，然后是八度，接下来引出第一次齐奏。
第二主题由管弦乐队演奏，几乎是一首华尔兹；小提琴以变奏方式演奏同一主题，带有琶音和双音。另一个简短的部分以一系列八度音符结束，成为进入第一主题再现的桥梁。
单簧管和低音铜管引入了最后一节。小提琴中的一段泛音之后是一段和弦和诙谐的双音片段。一段分解八度之后是令人难以置信的英雄式的几行双音和高的八度音。短暂的乐团齐奏后，小提琴以D大调音阶的上行，再回到降的上主音（然后重复），将音乐带入尾声。在小提琴和管弦乐队的坚定的D的点缀下，一个上升的分离的十六分音符为这首协奏曲画上了句号。